# آتلانتا (ویسکانسین)
آتلانتا (به انگلیسی: Atlanta) یک منطقهٔ مسکونی در ایالات متحده آمریکا است که در شهرستان راسک، ویسکانسین واقع شده‌است. آتلانتا ۱۳۲٫۱ کیلومتر مربع مساحت و ۶۲۷ نفر جمعیت دارد و ۳۷۸٫۸۷ متر بالاتر از سطح دریا واقع شده‌است.